# Lapel
Lapel és una població dels Estats Units a l'estat d'Indiana. Segons el cens del 2000 tenia 1.855 habitants.

## Demografia
Segons el cens del 2000, Lapel tenia 1.855 habitants, 749 habitatges, i 534 famílies. La densitat de població era de 930,2 habitants/km².
Dels 749 habitatges en un 34,6% hi vivien nens de menys de 18 anys, en un 55,3% hi vivien parelles casades, en un 12,8% dones solteres, i en un 28,6% no eren unitats familiars. En el 26% dels habitatges hi vivien persones soles l'11,9% de les quals corresponia a persones de 65 anys o més que vivien soles. El nombre mitjà de persones vivint en cada habitatge era de 2,48 i el nombre mitjà de persones que vivien en cada família era de 2,96.
Per edats la població es repartia de la següent manera: un 27,5% tenia menys de 18 anys, un 7,9% entre 18 i 24, un 30,9% entre 25 i 44, un 21,1% de 45 a 60 i un 12,6% 65 anys o més.
L'edat mediana era de 35 anys. Per cada 100 dones de 18 o més anys hi havia 86,7 homes.
La renda mediana per habitatge era de 41.389 $ i la renda mediana per família de 48.083 $. Els homes tenien una renda mediana de 38.854 $ mentre que les dones 24.727 $. La renda per capita de la població era de 18.887 $. Entorn del 4,8% de les famílies i el 5,7% de la població estaven per davall del llindar de pobresa.

## Poblacions més properes
El següent diagrama mostra les poblacions més properes.